# 莱斯莉·曼维尔
莱丝利·曼维尔（英語：Lesley Manville，1956年3月12日—），英国女演員，曾获得國家評論協會奖最佳女主角。